# T-Bone Walker
Aaron Thibeaux Walker ou T-Bone Walker ou Oak Cliff T-Bone (Linden, Texas, 28 de maio de 1910 – 16 de março de 1975) foi um guitarrista de blues, cantor e compositor Americano, tido como o primeiro músico de blues a usar uma guitarra acústica amplificada. Foi considerado o 67º melhor guitarrista de todos os tempos pela revista norte-americana Rolling Stone.

## Início
Walker nasceu em Linden, no Texas, de ascendência afro-americana e cherokee. Quando ele era jovem, sua família mudou-se para uma região no sul de Dallas conhecida como Oak Cliff onde ele encontrou e aprendeu com Blind Lemon Jefferson, um outro músico de blues.  A primeira gravação de Walker foi "Wichita Falls Blues"/"Trinity River Blues", pela gravadora Columbia Records em 1929 com o nome de Oak Cliff T-Bone.

## Carreira
Seu som característico não surgiu até 1942, quando Walker gravou "Mean Old World" pela Capitol Records. Seus solos de guitarra elétrica estão entre os primeiros a serem ouvidos nas gravações do blues moderno.
A maioria de suas produções aconteceu de 1946 a 1948 na Black & White Records, inclusive "Call It Stormy Monday (But Tuesday Is Just As Bad)" de 1947, com sua famosa faixa de abertura, "They call it stormy Monday, but Tuesday's just as bad". Seguido por seu "T-Bone Shuffle": "Let your hair down, baby, let's have a natural ball". Ambos são considerados blues clássicos. B. B. King disse que "Stormy Monday" foi o que o inspirou a pegar na guitarra. A canção também é a favorita dos The Allman Brothers Band.
Ao longo de sua carreira ele trabalhou com músicos de alta qualidade, como Teddy Buckner (trompete), Lloyd Glenn (piano), Billy Hadnott (contrabaixo) e Jack McVea (tenor sax).
Após seu trabalho com a Black & White, ele gravou de 1950 a 1954 com a Imperial Records.  A única gravação de Walker pelos próximos cinco anos foi T-Bone Blues, gravado em três etapas distintas, em 1955, em 1956 e em 1959 sendo finalmente lançado pela Atlantic Records em 1960.

## De 1960 até a sua morte
No início da década de 1960, a carreira de Walker começou a decrescer, apesar de sua apresentação no American Folk Blues Festival em 1962 com Memphis Slim, entre outros. Surgiram então alguns álbuns como I Want a Little Girl até ganhar um Grammy Award em 1971 com o seu Good Feelin' (Polydor).
T-Bone Walker morreu em 1975 com a idade de 64 anos. Está enterrado no Inglewood Park Cemetery em Inglewood, Califórnia.
A influência de Walker ultrapassou a sua música. T-Bone Walker foi o herói de infância de Jimi Hendrix e Hendrix procurou de alguma forma imitá-lo ao longo de sua vida.

## Discografia

### Como líder
- "Wichita Falls Blues"//"Trinity River Blues" (Columbia, 1929) como 'Oak Cliff T-Bone'
- "T-Bone Blues" (Varsity, 1940) com Les Hite And His Orchestra
- "Mean Old World"//"I Got a Break, Baby" (1942 [1945; 1948])
- "Evening" (1944)
- "Bobby Sox Blues" (1946)
- "I'm in an Awful Mood" (1946)
- "Call It Stormy Monday (But Tuesday Is Just as Bad)" (1947)
- "Long Skirt Baby Blues"//"Good-Bye Blues" (1947)
- "I Want a Little Girl" (1948)
- "West Side Baby" (1948)
- "T-Bone Shuffle" (1948)
- "Hypin' Women Blues" (1949)
- "Glamour Girl"//"Strollin' With Bones" (1950)
- "The Hustle is On" (1950)
- "Cold Cold Feeling" (1952)
- Classics in Jazz (Capitol [10"], 1954)
- T-Bone Blues (Atlantic, 1955/1956/1957 [1959])
- Sings the Blues (Imperial, 1960)
- I Get So Weary (Imperial, 1961)
- The Great Blues Vocals and Guitar of T-Bone Walker (His Original 1945–1950 Performances) (Capitol, 1963)
- "Hey Hey Baby"//"Should I Let Her Go" (Modern, 1965)
- The Truth (Brunswick, 1966 [1968]) também lançado como The Legendary T-Bone Walker
- Stormy Monday Blues (BluesWay, 1967)
- Funky Town (BluesWay, 1968)
- I Want a Little Girl (Delmark, 1968 [1973]) também lançado como Feelin' the Blues (Black & Blue)
- Good Feelin' (Polydor, 1968 [1969])
- Everyday I Have the Blues (BluesTime, 1969)
- Super Black Blues (BluesTime, 1969) with Big Joe Turner, Otis Spann
- Super Black Blues: Volume II [live] (BluesTime, 1970) com Leon Thomas, Eddie "Cleanhead" Vinson, Big Joe Turner
- Stormy Monday Blues (Wet Soul/SSS International, 1970 [1971])
- Fly Walker Airlines (Live in Montreux) (Polydor, 1972)
- Well Done (Home Cooking, 1973) também lançado como Back on the Scene: Texas 1966
- Very Rare (Reprise, 1973) 2-LP
- Hot Leftovers (Imperial [França], 1985)

### Como sideman
Com Norman Granz' Jazz At The Philharmonic
- J.A.T.P. in London, 1969 (Pablo, 1989) 2-LP; Walker faz 3 músicas: "Woman You Must Be Crazy", "Goin' To Chicago" e "Stormy Monday".

Com Jay McShann
- Confessin' the Blues (Black & Blue, 1970; Classic Jazz, 1978)

Com Eddie "Cleanhead" Vinson
- Kidney Stew is Fine (Delmark, 1969) também lançado como Wee Baby Blues (Black & Blue)

Com Jimmy Witherspoon
- Evenin' Blues (Prestige, 1963)

Com vários artistas
- The Greatest Jazz Concert in the World (Pablo, 1967 [1975]) Conjunto de 4 LPs; Walker canta "Woman You Must Be Crazy" e "Stormy Monday".